# Velika Klisa
Velika Klisa  falu Horvátországban Belovár-Bilogora megyében. Közigazgatásilag Đulovachoz tartozik.

## Fekvése
Belovártól légvonalban 54, közúton 72 km-re délkeletre, Daruvár központjától légvonalban 22, közúton 29 km-re északkeletre, községközpontjától légvonalban 4, közúton 8 km-re északkeletre, Nyugat-Szlavóniában, a Papuk-hegység északi részén, erdős területen fekszik.

## Története
A térség középkori településeit 1542-ben pusztította el a török és csak a 17. század végén szabadult fel a török uralom alól. A kihalt területre a parlagon heverő földek megművelése és a határvédelem céljából a 18. század első felében Bosznia területéről telepítettek be új, szerb anyanyelvű lakosságot. Az első katonai felmérés térképén „Dorf Klissa” néven találjuk. Lipszky János 1808-ban Budán kiadott repertóriumában „Klisza” néven szerepel. Nagy Lajos 1829-ben kiadott művében „Klisza” néven 24 házzal 180 ortodox vallású lakossal találjuk. 
1910-ben a népszámlálás adatai szerint lakosságának 79%-a szerb, 10%-a magyar, 6%-a horvát anyanyelvű volt. A Magyar Királyságon belül Horvát–Szlavónország részeként, Verőce vármegye Verőcei járásának része volt.
1857-ben 392, 1910-ben 624 lakosa volt. Lakosságának 52%-a magyar, 28%-a német, 14%-a horvát anyanyelvű volt. Az első világháború után 1918-ban az új szerb-horvát-szlovén állam, majd később (1929-ben) Jugoszlávia része lett. A második világháború idején a faluba bevonuló usztasák a települést templomával együtt felgyújtották. 1941 és 1945 között a németbarát Független Horvát Államhoz, háború után a település a szocialista Jugoszláviához tartozott. 1991-től a független Horvátország része. 1991-ben lakosságának 97%-a szerb nemzetiségű volt, akik a délszláv háború idején menekültek el. Itt csak néhány idős ember maradt. A falunak 2011-ben már nem volt állandó lakossága.

## Lakossága
| Lakosság változása | Lakosság változása | Lakosság változása | Lakosság változása | Lakosság változása | Lakosság változása | Lakosság változása | Lakosság változása | Lakosság változása | Lakosság változása | Lakosság változása | Lakosság változása | Lakosság változása | Lakosság változása | Lakosság változása | Lakosság változása |
| ------------------ | ------------------ | ------------------ | ------------------ | ------------------ | ------------------ | ------------------ | ------------------ | ------------------ | ------------------ | ------------------ | ------------------ | ------------------ | ------------------ | ------------------ | ------------------ |
| 1857               | 1869               | 1880               | 1890               | 1900               | 1910               | 1921               | 1931               | 1948               | 1953               | 1961               | 1971               | 1981               | 1991               | 2001               | 2011               |
| 392                | 408                | 327                | 474                | 514                | 624                | 509                | 517                | 419                | 358                | 328                | 265                | 190                | 148                | 11                 | 0                  |

## Nevezetességei
- Velika Klisa és Levinovac között a Budim nevű határrészen középkori vár maradványai találhatók. Az 500 méter magas Budim-hegy megközelítése Levinovac felől a könnyebb. A hegytetőn el jól felismerhető helyen találhatók azon a csalhatatlan terepalakulatok, melyek egykori várra utalnak. Mindazonáltal ezidáig írásos forrás ezt nem támasztja alá. A hegy keleti lábánál elhagyatott pravoszláv temető található.
- Szent Petka tiszteletére szentelt pravoszláv temploma 1758-ban épült, 1870-ben teljesen megújították. A II. világháborúban az usztasák lerombolták. Stanko Desančić parókus elmondása szerint aki a délszláv háború előtt itt szolgált a templom alapfalai még hosszú ideig láthatók voltak a háború után is. A templom építőanyagát a helyiek a közösségi házhoz és az iskolához hordták el. A kihalt településen ma már nincs aki a templom helyét meg tudná mutatni.